# Julian Nowak
Julian Ignacy Nowak (10. března 1865, Okocim – 7. listopadu 1946, Krakov) byl polský politik, v roce 1922 předseda vlády, doktor medicíny a veterinární mikrobiolog.

## Životopis

### Univerzita
Byl nejstarším z deseti dětí Kazimierze a Theodosie Siewakowskich. V letech 1886 – 1893 studoval medicínu na Jagellonské univerzitě, kde získal doktorát.
V roce 1896 se kvalifikoval jako profesor patologické anatomie. Od roku 1899 působil na univerzitě jako profesor. V letech 1911 – 1912 byl děkanem lékařské fakulty, v roce 1921 – 1922 byl univerzitním rektorem. Od roku 1931 byl členem Polské akademie umění.

### Politika
V červenci 1914 byl vládním zmocněncem pro Krakov, a do 1916 byl prvním náměstkem primátora města Krakov.
Byl členem Národní strany Právo. V roce 1922 (od 31. července do 14. prosince) byl předsedou vlády. Zároveň zastával post ministra náboženství. Sympatizoval s polskou rolnickou stranou "Piast", za kterou byl v letech 1922-1927 členem Sejmu. Byl členem senátního výboru pro vzdělávání a kulturu.